# Pędzenie
Pędzenie – jedna z metod stosowanych w ogrodnictwie mająca na celu przyspieszenie kwitnienia roślin ozdobnych. Stosowana jest w celu wydłużenia czasu trwania sprzedaży kwitnących roślin doniczkowych lub kwiatów ciętych. W przypadku niektórych roślin możliwe jest uzyskiwanie dzięki tej metodzie roślin kwitnących przez cały rok. Do pędzenia nadają się rośliny, które zimują w postaci organów spichrzowych (kłączy, bulw, cebuli) z ukształtowanymi pąkami kwiatowymi, ew. także krzewy i byliny. Podczas pędzenia sztucznie przerywany jest okres spoczynku tych roślin i doprowadzane są one do kwitnienia kosztem nagromadzonych w poprzednim sezonie wegetacyjnym materiałów zapasowych.
Przed pędzeniem sztucznie przerywany jest okres spoczynku tych roślin, przerywanie dokonuje się metodą ciepłych kąpieli lub działania parą wodną (metoda stosowana przy pędzeniu zwłaszcza krzewów ozdobnych), metodą przemrażania i schładzania (stosowaną do pędzenia roślin cebulowych, bulwiastych i kłączowych), za pomocą doświetlania lub zaciemniania, stosowania hormonów. Przykładami roślin częściej niż inne poddawanych pędzeniu są: mieczyki (Gladiolus), frezje (Freesia), konwalia majowa (Convallaria majalis).